# Museumspreis des Europarates
Der Museumspreis des Europarates ist eine seit 1977 durch den Europarat vergebene Auszeichnung für Museen in Europa. Sie wird pro Jahr einem Museum zugesprochen. Gemäß dem Network of European Museum Organisations gilt der Museumspreis des Europarates zusammen mit dem Europäischen Museum des Jahres als der renommierteste und am längsten währende Museumspreis Europas.

## Preisträger

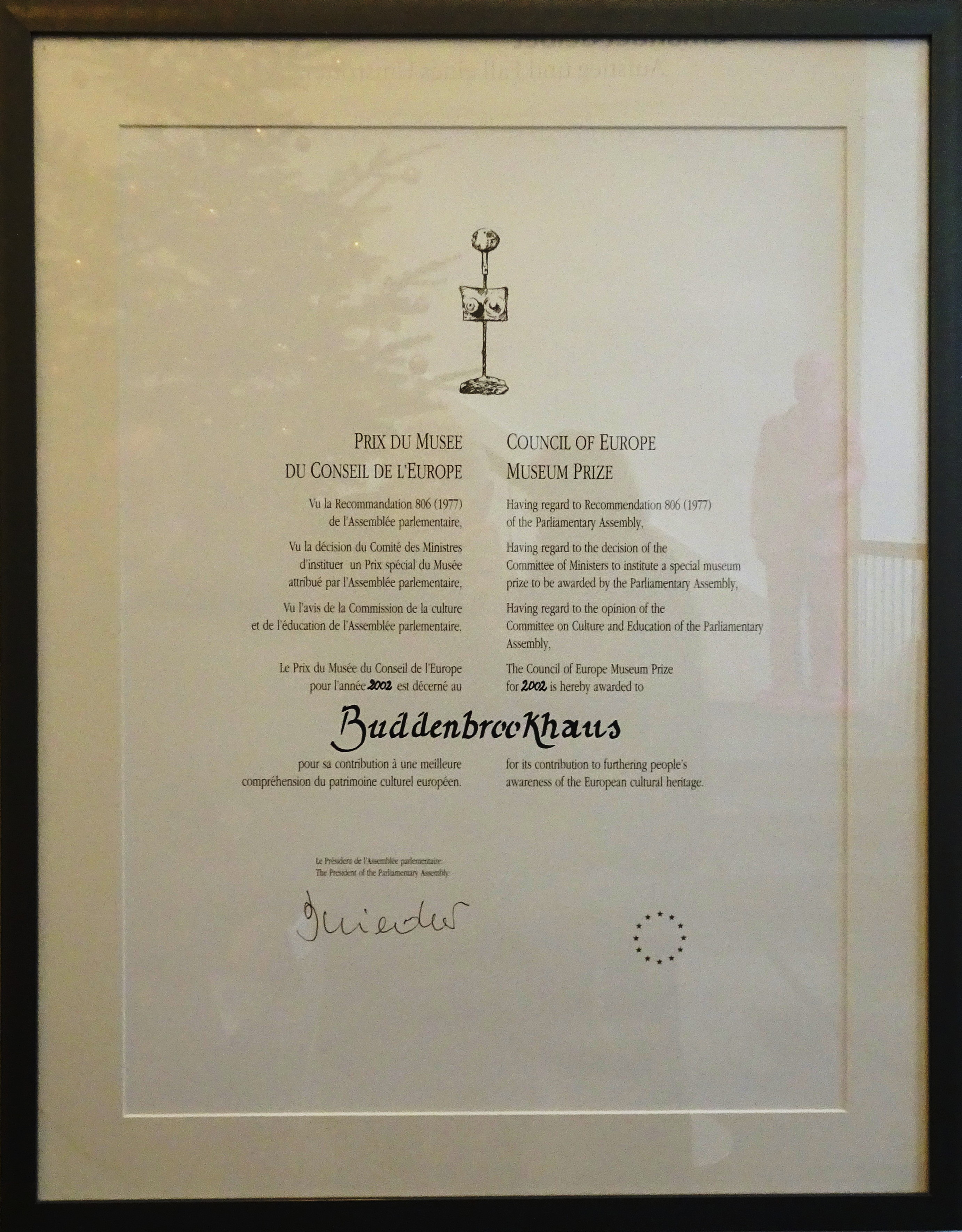
Museumspreis des Europarates für das Buddenbrookhaus (2002)

- 1977: Fundació Joan Miró, Barcelona
- 1978: Bryggens Museum, Bergen
- 1979: Stadt- und Industriemuseum Rüsselsheim, Rüsselsheim
- 1980: Monaghan County Museum, Monaghan
- 1981: Music Museum Stockholm, Stockholm
- 1982: Åland Museum, Mariehamn
- 1983: Universalmuseum Joanneum, Graz
- 1984: Living Museum of the Canal du Centre, Thieu und Boat Museum, Ellesmere Port
- 1987: Museum Neukölln, Berlin
- 1988: Bayerisches Nationalmuseum, München und Museum des Monasterio de las Descalzas Reales, Madrid
- 1989: Jüdisches Museum, Amsterdam
- 1990: Museu da Água (Manuel da Maia Museum of Water), Lissabon
- 1991: Deutsches Salzmuseum, Lüneburg
- 1992: Argenta Marsh Museum, Argenta
- 1993: Archäologisches Museum Istanbul, Istanbul und Kobarid-Museum, Kobarid
- 1994: Provincial Museum of Lapland, Rovaniemi
- 1995: Haus der Geschichte, Bonn
- 1996: Museum für angewandte Kunst (MAK), Wien
- 1997: Tropenmuseum, Amsterdam
- 1998: Museum Centre on Strelka, Krasnoyarsk
- 1999: Palais des Beaux Arts de Lille, Lille
- 2000: In Flanders Fields Museum (IFFM), Ypern
- 2001: Helsinki Theatre Museum, Helsinki
- 2002: Buddenbrookhaus, Lübeck
- 2003: Laténium, Hauterive
- 2004: Museum of Health Care, Edirne

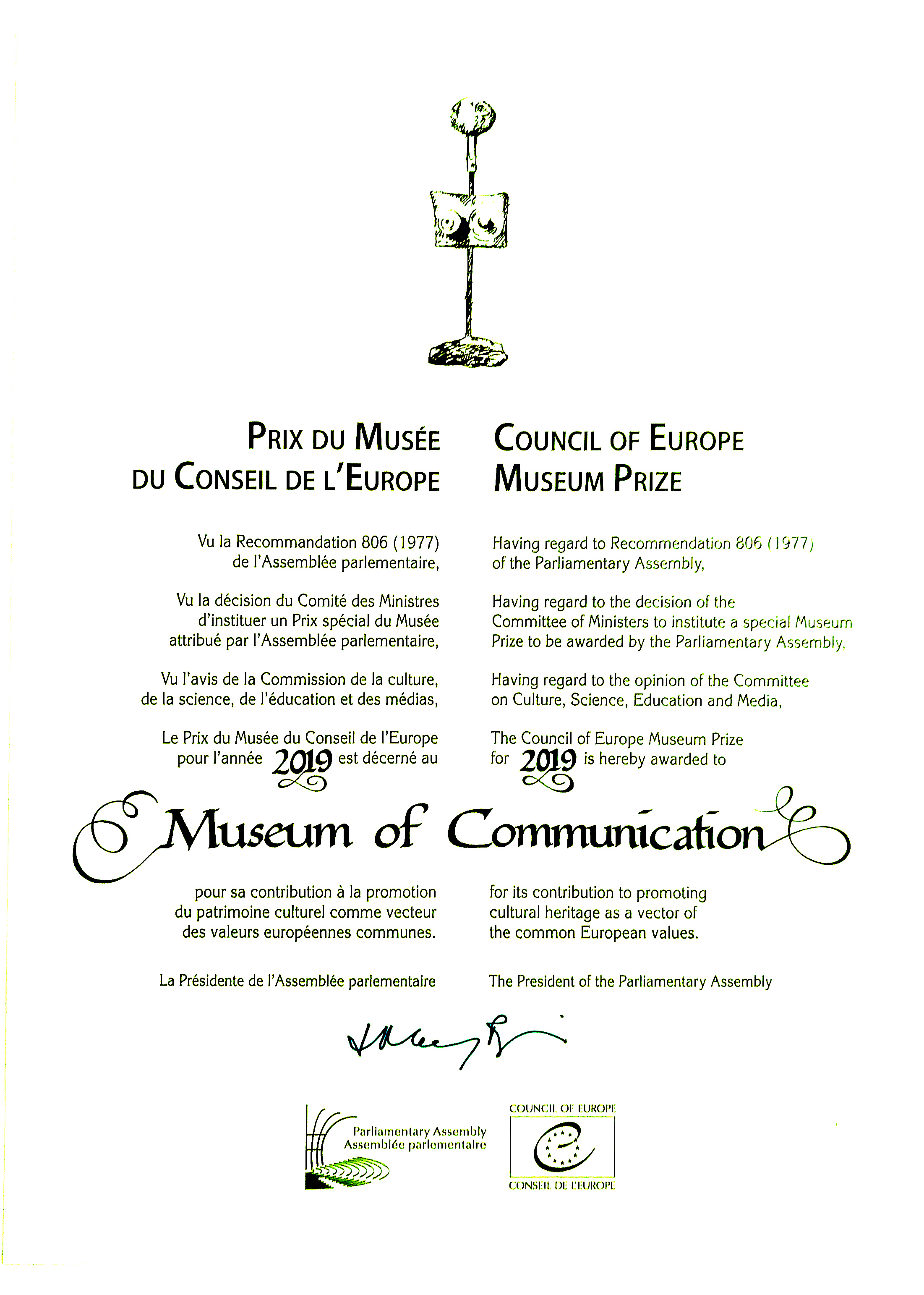
Museumspreis des Europarates 2019: Museum für Kommunikation Bern

- 2005: Museum of Byzantine Culture, Thessaloniki
- 2006: Churchill Museum/Cabinet War Rooms, London
- 2007: International Museum of the Reformation, Genf
- 2008: Svalbard Museum, Longyearbyen
- 2009: Zeeuws Museum, Middelburg
- 2010: Portimão Museum, Algarve
- 2012: Rautenstrauch-Joest-Museum, Köln
- 2013: Museum of Liverpool, Liverpool
- 2014: Baksı Müzesi, Bayburt (Türkei)
- 2015: Museum der Zivilisationen Europas und des Mittelmeers (MUCEM), Marseille
- 2016: Europäisches Zentrum der Solidarność (ECS), Gdańsk
- 2017: Centre caribéen d’expressions et de mémoire de la traite et de l’esclavage de Guadeloupe
- 2018: Museum der Kriegskindheit / Muzej ratnog djetinstva, Sarajevo
- 2019: Museum für Kommunikation, Bern
- 2020: Shtepia Me Gjethe - Museum der heimlichen Überwachung, Tirana
- 2021: Staatliches Museum der Geschichte des Gulag, Moskau
- 2022: Nano Nagle Place, Cork
- 2023: The Workers Museum / Le Musée des Travailleurs, Kopenhagen
- 2024: Sybir Memorial Museum, Białystok
- 2025: Euskararen Etxea, Bilbao